# Мон-Дофен
Мон-Дофе́н (фр. Mont-Dauphin, окс. Montdaufin) — коммуна во Франции, находится в регионе Прованс — Альпы — Лазурный Берег. Департамент коммуны — Верхние Альпы. Входит в состав кантона Гийестр. Округ коммуны — Бриансон.
Код INSEE коммуны — 05082.

## Население
Население коммуны на 2008 год составляло 142 человека.
| 1962 | 1968 | 1975 | 1982 | 1990 | 1999 | 2008 |
| ---- | ---- | ---- | ---- | ---- | ---- | ---- |
| 142  | 59   | 67   | 83   | 73   | 87   | 142  |

## Экономика
В 2007 году среди 92 человек в трудоспособном возрасте (15—64 лет) 77 были экономически активными, 15 — неактивными (показатель активности — 83,7 %, в 1999 году было 79,4 %). Из 77 активных работали 73 человека (39 мужчин и 34 женщины), безработных было 4 (2 мужчин и 2 женщины). Среди 15 неактивных 8 человек были учениками или студентами, 1 — пенсионером, 6 были неактивными по другим причинам.

## Фотогалерея

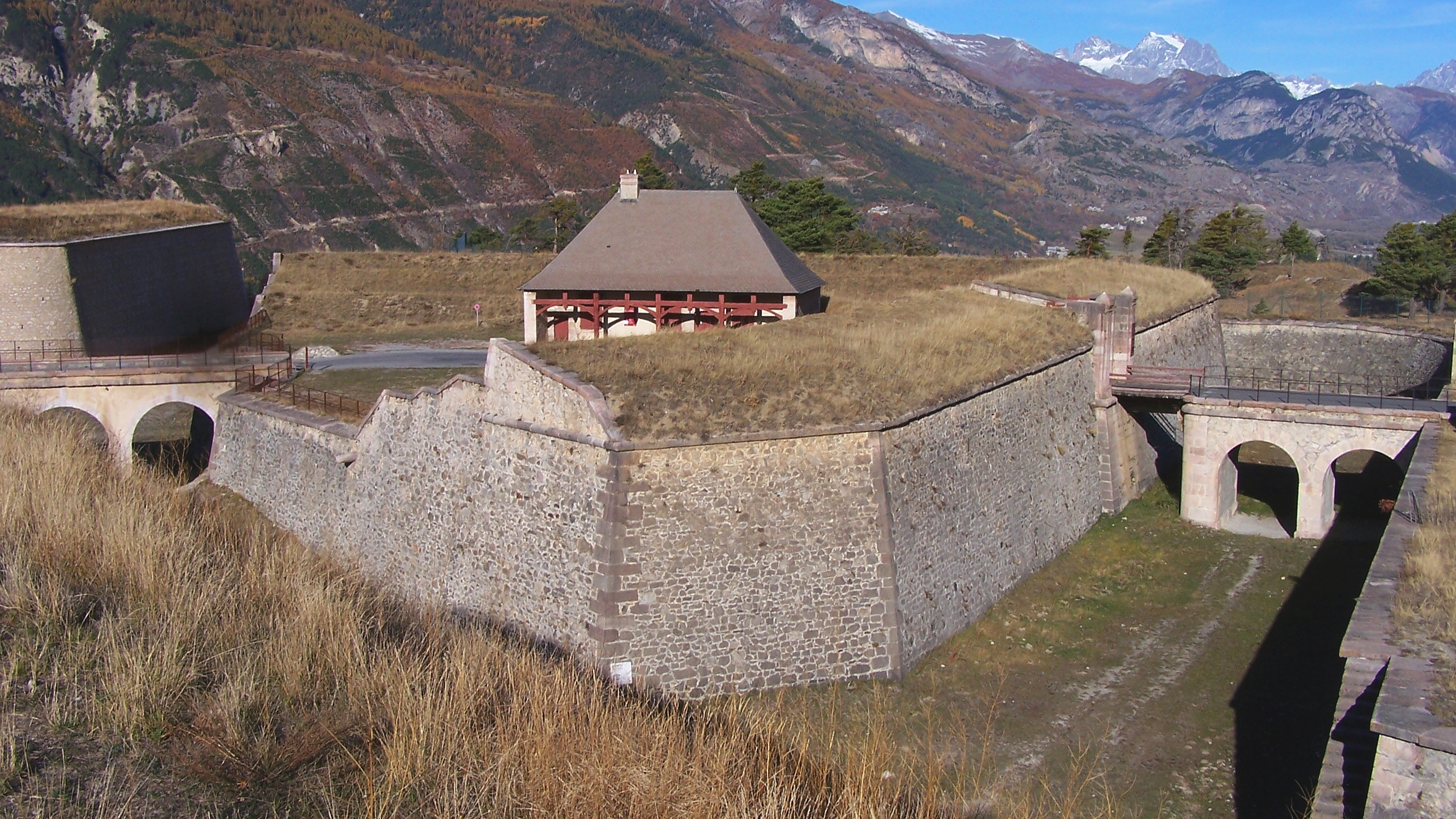
Равелин
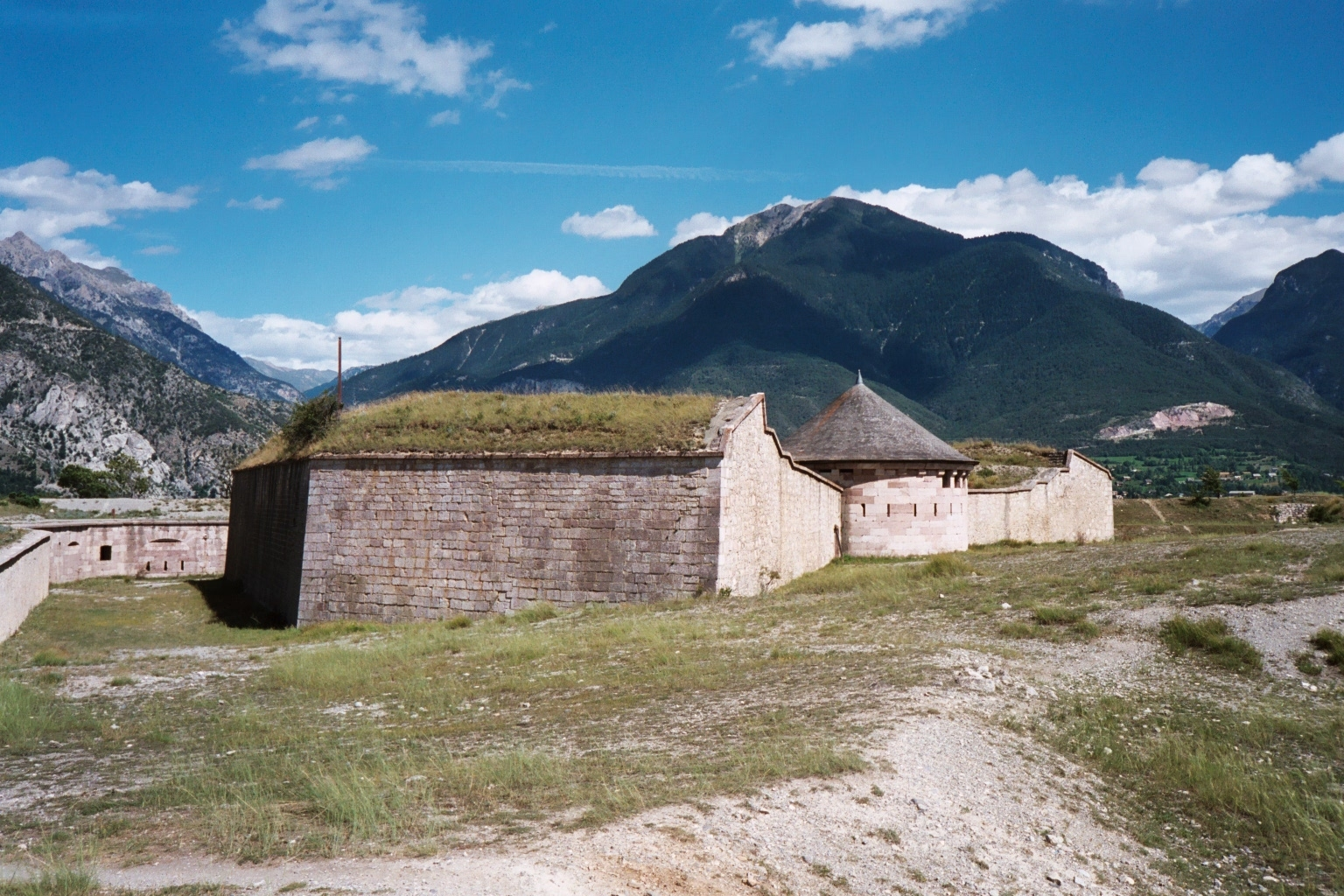
Укрепления
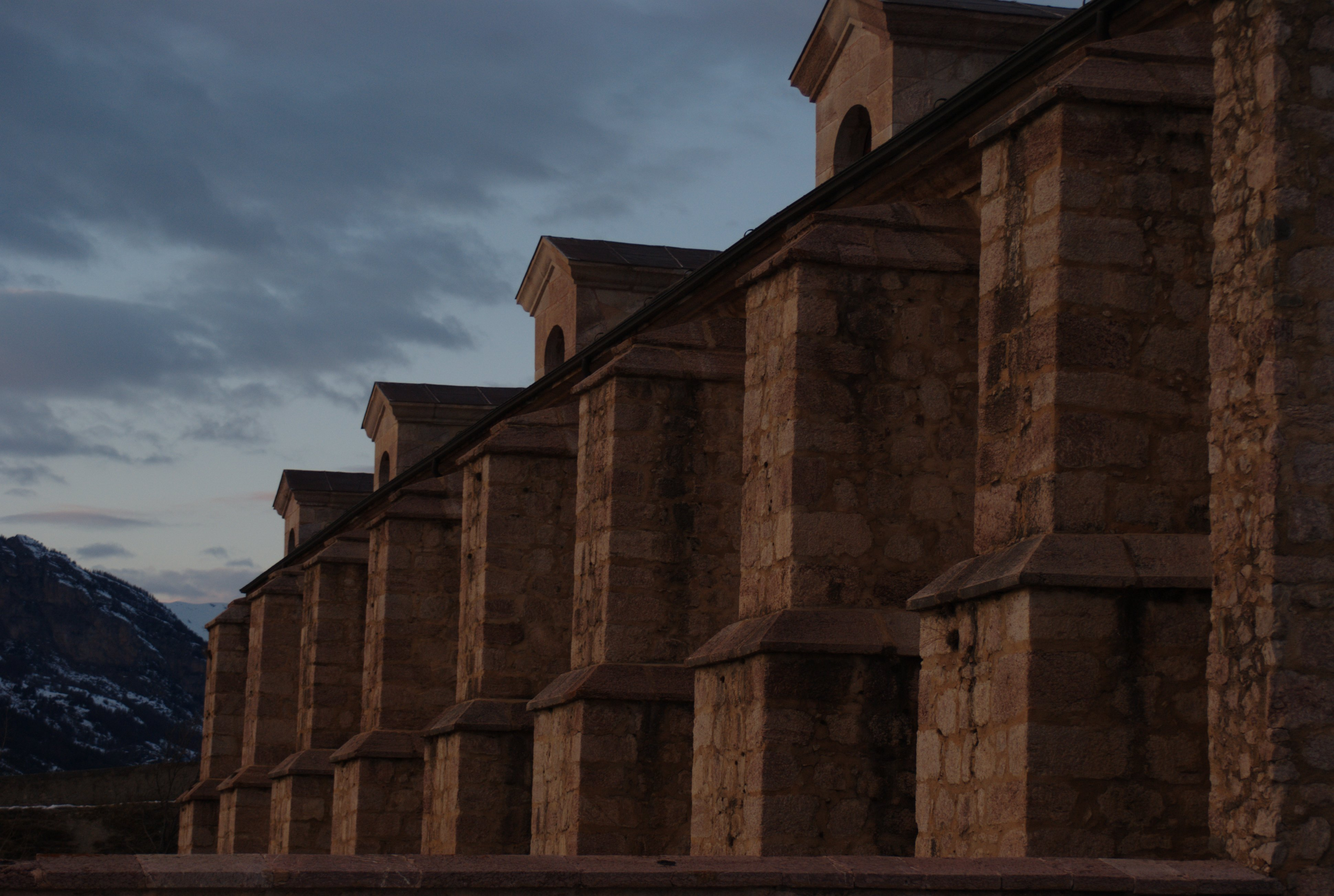
Арсенал